# Emanuele Annoni
Emanuele Annoni (Milano, 19 aprile 1916 – Roma, 31 dicembre 2004) è stato un generale e aviatore italiano, Asso pluridecorato della Regia Aeronautica partecipò alla seconda guerra mondiale conseguendo 9 vittorie aeree individuali e 10 in collaborazione.

## Biografia
Nacque a Milano il 19 aprile 1916, figlio di Vittorio, entrò all'Accademia Aeronautica di Caserta, corso Rex, nel 1936. Nel febbraio 1939 conseguì il brevetto di pilota militare, venendo assegnato alla 96ª Squadriglia, 9º Gruppo, del 4º Stormo Caccia Terrestre, equipaggiata con i caccia Fiat C.R.42 Falco, di stanza sull'aeroporto di Gorizia. Con l'entrata in guerra del Regno Italia, avvenuta il 10 giugno 1940, il suo reparto iniziò ad operare sul fronte occidentale, contro la Francia. Dal luglio dello stesso anno il reparto fu trasferito a sud, eseguendo missioni su Malta e in Africa settentrionale. Nel mese di dicembre, stante le gravissime perdite subite, il 9º Gruppo rientrò in Italia per riequipaggiarsi a Gorizia sui nuovi monoplani Aermacchi C.200 Saetta. Nell'aprile 1941 partecipò al breve ciclo di operazioni contro la Jugoslavia. Gli aerei del 9º Gruppo operarono dalla base aerea di Pola (Istria), eseguendo missioni di scorta bombardieri e mitragliamento sulle basi dell'aviazione jugoslava. Poco tempo dopo il 9º Gruppo fu il primo reparto a eseguire la transizione sul caccia Aermacchi C.202 Folgore sull'aeroporto di Gorizia, iniziando, verso la fine del mese di settembre, le operazioni nei cieli del Mediterraneo centrale e di Malta, operando dalla base di Comiso. Durante un'azione di mitragliamento sull'aeroporto di Luqa, Malta, eseguita il 14 ottobre, il suo aereo venne gravemente danneggiato da un caccia Hawker Hurricane, e solo l'intervento di un altro C.202, che abbatté il velivolo avversario, gli consentì di ritornare alla base. Il 22 novembre rivendicò la sua prima vittoria in un combattimento aereo, un Hawker Hurricane colpito nei pressi di Malta. Il giorno dopo il suo reparto venne trasferito in Africa settentrionale, iniziando immediatamente le operazioni belliche. Il 26 novembre ottenne la sua prima vittoria certa abbattendo un Hurricane tra Sidi Rezegh e Gambut. Il 1º dicembre abbatté un Curtiss P-40 del No.250 Squadron nella zona di Bir el Gobi, mentre il 10 maggio 1942 rivendicò l'abbattimento di un Supermarine Spitfire nei cieli di Malta.
Il 31 maggio nuova vittoria a spese di uno Spitfire del No.112 Squadron. Il 6 giugno sostituì il capitano Ezio Viglione al comando della 96ª Squadriglia.
Nel mese di settembre il suo reparto ricevette la visita, sull'aeroporto di Fuka, dell'asso tedesco Hans Joachim Marseille che volle provare a pilotare un C.202. Annoni gli cedette il suo, ma Marseille glielo danneggiò gravemente durante l'atterraggio. Il 9 ottobre abbatte due aerei, un P-40 della South African Air Force nella zona di Qutefiya e uno Spitfire del No.92 Squadron. Il 24 ottobre, in collaborazione con altri piloti, abbatte un caccia P-40 del No.5 SAAF Squadron e un bombardiere Martin Baltimore del No.223 Squadron. Dopo la sconfitta di El Alamein il 4º Stormo effettuò numerosissime missioni di copertura alle truppe italo-tedesche in fase di ritirata. Durante queste operazioni, il 13 novembre, distrusse un P-40 del No.2 SAAF Squadron. Il 15 gennaio 1943 fu promosso capitano, e in quello stesso mese il 4º Stormo rientrò in Italia per riequipaggiarsi con i nuovi Aermacchi C.205 Veltro, suddividendosi tra gli aeroporti di Furbara, Cerveteri e Ciampino. In vista della probabile invasione dell'Italia, alla fine del mese di giugno lo Stormo si riposizionò in Sicilia, sugli aeroporti di Sigonella, Finocchiara e San Salvatore (Scordia). Nel mese di luglio gli anglo-americani effettuarono l'Operazione Husky, dando il via all'invasione del continente europeo, con l'obiettivo dichiarato di costringere l'Italia alla resa. Durante i furiosi combattimenti che seguirono allo sbarco, abbatté uno Spitfire in collaborazione e probabilmente due P-40. Impossibilitato a contrapporsi efficacemente al nemico, stante la netta superiorità numerica di quest'ultimo, lo Stormo venne arretrato a Crotone, per opporsi al previsto sbarco alleato in Calabria.
All'atto dell'armistizio dell'8 settembre 1943, il 4º Stormo si trasferì sull'aeroporto di Gioia del Colle, in Puglia, da dove ben presto iniziò ad operare contro i tedeschi nell'ambito dell'Italian Co-Belligerent Air Force. Il 25 settembre egli abbatté un caccia Messerschmitt Bf.109G appartenente alla III Gruppe dello Jagdgeschwader 27. Nel 1944 fu promosso maggiore, assumendo il comando del 9º Gruppo. In quello stesso periodo gli anglo-americani riequipaggiarono il 4º Stormo con i caccia Bell P-39Q Airacobra, e con questo aereo, potentemente armato, lo Stormo operò in azioni di attacco al suolo e bombardamento. Tra il settembre 1944 e l'aprile 1945 i gruppi di volo del 4º Stormo attaccarono i reparti della Wehrmacht che si stavano ritirando dalla Grecia, attraverso l'Albania, per raggiungere la Croazia e la Bosnia centrosettentrionale.
Dopo la fine della guerra ricoprì diversi, importanti incarichi per lo Stato maggiore dell'Aeronautica Militare Italiana. Fu Capo Ufficio Operazioni del 4º Stormo basato a Napoli-Capodichino, e poi comandante del 6º Gruppo della 4ª Aerobrigata, equipaggiato con i cacciabombardieri De Havilland DH.100 Vampire, e poi della stessa Aerobrigata. Il 1º febbraio 1972 sostituì il generale di squadra aerea Oreste Genta al comando della 3ª Regione Aerea. Dal 25 marzo 1975 al 17 giugno 1976 fu direttore del Centro alti studi per la difesa (CASD). Il 23 novembre 1988 fu nominato membro della Commissione di Inchiesta sull'incidente di Ustica istituita dalla Presidenza del Consiglio. Presidente della Commissione fu nominato il dottor Carlo Maria Pratis, mentre gli altri membri furono il generale Alessandro D'Alessandro, l'ambasciatore Egidio Ortona, il professor Luigi Pascale, l'ammiraglio Ugo Pizzarelli e il professor Carlo Buongiorno. Fino al 20 gennaio 2002 rivestì un ruolo di rilievo, vicepresidente, dell'Unione Nazionale Ufficiali in Congedo d'Italia con sede a Roma. Si spense nella capitale nel dicembre 2004.

### Annotazioni
1. ↑  Tra coloro che frequentarono quel corso si segnalano: Adriano Visconti, Manlio Biccolini, Alfredo Fusco, Giulio Cesare Graziani, Alessandro Setti e Livio Bassi.
2. ↑  Il 10 aprile gli aerei attaccarono l'idroscalo di Tijesno, posto sull'isola di Murter, distruggendo al suolo cinque idrovolanti da ricognizione SIM XIV appartenenti alla 5ª Hidroeskadrila dell'aviazione navale jugoslava. Tre di essi furono distrutti dal capitano Giulio Reiner.
3. ↑  L'aereo apparteneva alla "Malta Night Fighter Unit", ed era pilotato dal sottotenente (Pilot Officer) David Barnwell, asso della Royal Air Force.
4. ↑  Quel giorno la Royal Air Force ammise solo il danneggiamento di un caccia Hurricane del No.239 Squadron.
5. ↑  In quel giorno gli inglesi persero 4 caccia Hurricane (gli italiani rivendicarono 8 vittorie, più una probabile) appartenenti ai No.229 e No.238 Squadron, abbattuti dai cacciatori del 9º Gruppo tra Sidi Rezegh e Gambut.
6. ↑  Probabilmente si trattava dell'aereo del Pilot Officer Mitchell, un Curtiss P-40 abbattuto presso Bir el Hamat.
7. ↑  Abbattuto e fatto prigioniero dagli inglesi.
8. ↑  Il 5 luglio caddero in combattimento gli assi Franco Lucchini e Leonardo Ferrulli.
9. ↑  Nell'ambito del 6º Gruppo venne costituita la prima pattuglia acrobatica nazionale, equipaggiata con quattro DH.100 Vampire pilotati rispettivamente dal tenente Antonio Guerrieri, dal sergente maggiore Otello Galagani, dal tenente Giovanni Battista Ceoletta e dal tenente Alfredo Bombardini.
10. ↑  Specificatamente diretta ad esaminare, coordinare e valutare tutti gli elementi raccolti dal Ministero della Difesa e da altre amministrazioni pubbliche, alla luce di un completo quadro dei dati già a disposizione e ulteriormente acquisibili in campo internazionale.
11. ↑  La commissione Pratis concluse i suoi lavori il 10 maggio 1989, proclamando che l'incidente è stato provocato dall'azione di un oggetto esplosivo.

### Fonti
1. ↑  Apostolo, Massimello 2000, p. 69.
2. 1 2 3 4 5 6 7 8 9  Mattioli 2003, p. 33.
3. 1 2 3  Apostolo, Massimello 2000, p. 60.
4. 1 2 3 4  Apostolo, Massimello 2000, p. 34.
5. 1 2 3  Cattaneo 1997, p. 37.
6. 1 2 3 4 5 6  Mattioli 2003, p. 34.
7. ↑  Apostolo, Cattaneo, Massimello 2006, p. 21.
8. 1 2  Apostolo, Cattaneo, Massimello 2006, p. 19.
9. 1 2 3 4  Mattioli 2003, p. 35.
10. ↑  Apostolo, Cattaneo, Massimello 2006, p. 27.
11. 1 2 3 4 5 6 7 8 9 10 11 12 13 14 15 16  Mattioli 2003, p. 36.
12. 1 2 3 4  Apostolo, Cattaneo, Massimello 2008, p. 12.
13. 1 2  Apostolo, Cattaneo, Massimello 2008, p. 13.
14. ↑  Apostolo, Cattaneo, Massimello 2008, p. 22.
15. 1 2  Apostolo, Cattaneo, Massimello 2008, p. 25.
16. ↑  Apostolo, Cattaneo, Massimello 2008, p. 23.
17. 1 2  Mattioli 2003, p. 37.
18. ↑  Cersòsimo 2011, p. 7.
19. ↑   Ustica: «Trent’anni dopo il mosaico sta andando a posto», su oggi.it. URL consultato il 3 maggio 2012.
20. ↑  Gazzetta del Regno d'Italia n.84, 6 febbraio 1943.
21. ↑  Bollettino Ufficiale 15 aprile 1946, dispensa 8ª, registrato alla Corte dei Conti addì 21 marzo 1946, registro n.5 Aeronautica, foglio 334.